# Julian Kulski

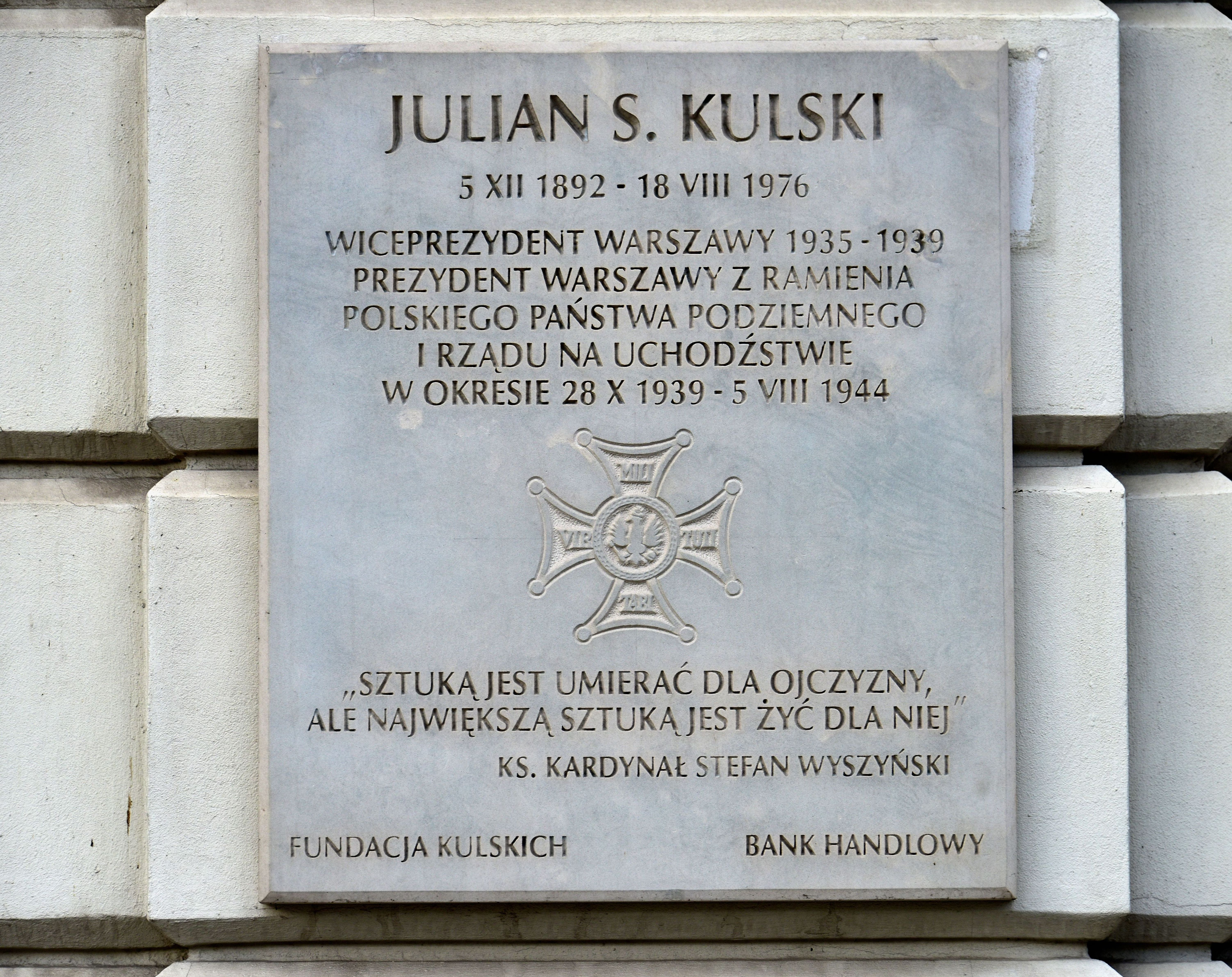
Tablica pamiątkowa na fasadzie pałacu Jabłonowskich w Warszawie

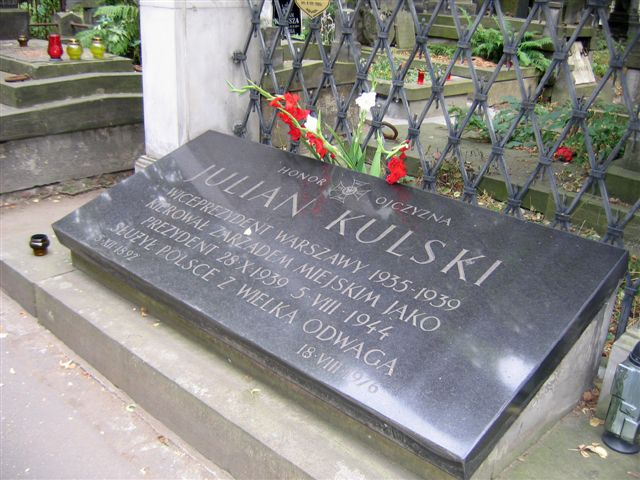
Nagrobek Juliana Kulskiego na stołecznym cmentarzu Powązkowskim

Julian Spitosław Kulski (ur. 5 grudnia 1892 w Warszawie, zm. 18 sierpnia 1976 tamże) – polski samorządowiec, działacz niepodległościowy, polityk i wojskowy. Oficer piechoty Legionów Polskich i Wojska Polskiego, kawaler Orderu Virtuti Militari, od 1935 wiceprezydent Warszawy jako zastępca Stefana Starzyńskiego, od 28 października 1939 do 5 sierpnia 1944 komisaryczny burmistrz miasta Warszawy, sprawował tę funkcję za zgodą władz Polskiego Państwa Podziemnego i rządu na uchodźstwie.

## Życiorys
Urodził się w rodzinie Juliana Spirydona Eugeniusza (1862–1917) i Antoniny z Ostrowskich. Był bratem Władysława Kulskiego (1903–1989) – polskiego dyplomaty, ministra pełnomocnego w ambasadzie RP w Londynie (1940–1945), po II wojnie światowej wykładowcy politologii na Uniwersytecie Alabamy, Uniwersytecie w Syracuse i Uniwersytecie Duke’a.
W 1905 działał w Związku Młodzieży Socjalistycznej i brał udział w strajku szkolnym. Od 1910 do 1911 studiował na Wolnym Uniwersytecie w Brukseli, zaś od 1911 do 1914 w Instytucie Elektrotechniki i Mechaniki Stosowanej w Nancy. Od 1911 do 1913 był członkiem belgijskiej sekcji PPS Lewica. Od 1913 członek Związku Strzeleckiego i postępowo-niepodległościowej organizacji „Promień”.
W latach 1914–1917 służył w Legionach Polskich. 1 lipca 1916 roku został mianowany chorążym w piechocie. Jego oddziałem macierzystym był 3 pułk piechoty. Od 1918 był komendantem Okręgu Warszawskiego Milicji Ludowej. W 1919 został przyjęty do Wojska Polskiego. 19 sierpnia 1920 roku został zatwierdzony z dniem 1 kwietnia 1920 roku w stopniu kapitana, w piechocie, w grupie oficerów byłych Legionów Polskich. Pełnił wówczas służbę w IV Łódzkim Batalionie Etapowym. W 1921 roku pełnił służbę w Oddziale II Naczelnego Dowództwa WP, a jego oddziałem macierzystym był 3 pułk piechoty Legionów. 3 maja 1922 roku został zweryfikowany w stopniu kapitana ze starszeństwem z dniem 1 czerwca 1919 roku i 578. lokatą w korpusie oficerów piechoty. W latach 1923–1924 pozostawał w stanie nieczynnym. Od 1922 do 1924 był sekretarzem generalnym Delegacji Polskich w Mieszanych Polsko-Rosyjsko-Ukraińskich Komisjach Reewakuacyjnych i Specjalnych w Moskwie. Z dniem 1 marca 1925 powrócił ze stanu nieczynnego do służby czynnej z równoczesnym odejściem do macierzystego 3 pp Leg. Od 1925 do 1927 studiował w Szkole Nauk Politycznych w Paryżu.
Od 1927 był pracownikiem Ministerstwa Skarbu (kierownik wydziału a następnie dyrektor departamentu), a od 1932 dyrektorem Państwowego Monopolu Spirytusowego. 14 lutego 1935 mianowano go wiceprezydentem Warszawy. 
Od 1937 roku wiceprezes Zarządu Okręgu Stołecznego Związku Legionistów Polskich.
We wrześniu 1939 został komendantem cywilnym obrony przeciwlotniczej i członkiem Komitetu Obywatelskiego przy dowódcy Armii „Warszawa”. Od 28 października 1939 podlegając komisarzowi Rzeszy dla miasta Warszawy (Reichskommissar für die Stadt Warschau), pełnił funkcję komisarycznego burmistrza miasta Warszawy. Funkcję tę pełnił za zgodą władz konspiracyjnych. Kilkukrotnie zatrzymywany przez Niemców, jako zakładnik w listopadzie 1939 oraz aresztowany przez Gestapo w lipcu 1940.
5 sierpnia 1944 złożył funkcje na ręce Marcelego Porowskiego, Delegata Rządu na Warszawę. W trakcie powstania warszawskiego jako osoba cywilna przebywał na Starówce, a następnie po przejściu kanałami na Żoliborzu i przebywał w domu dr Julii Świtalskiej. Po powstaniu przebywał w Baniosze. Odrzucił wówczas propozycję gubernatora Ludwiga Fischera kontynuacji prac zarządu miasta.
Od grudnia 1945 do czerwca 1946 na zlecenie Zarządu Miasta Warszawy pracował dla Archiwum Miejskiego przy archiwizacji sprawozdań z działalności Zarządu Miasta w okresie okupacji. Od marca 1946 do 1947 był kierownikiem oddziałów w Gdyni, Gdańsku i Elblągu Międzynarodowej Ekspedytury C. Hartwig. Od 1947 do 1948 pracował w Stołecznym Przedsiębiorstwie Budowlanym w Warszawie, a następnie w Gliwicach. Od 1951 do 1959 był dyrektorem w Dyrekcji Budowy Osiedli Robotniczych (od 1946 wicedyrektorem stołecznej Dyrekcji Osiedli Robotniczych). 31 grudnia 1959 przeszedł na emeryturę.
Od lutego 1961 należał do nieformalnej opozycji wobec władz, był członkiem warszawskiej loży masońskiej „Kopernik”.
Pochowany na cmentarzu Powązkowskim w Warszawie (kwatera 164-5-1).

## Ordery i odznaczenia
- Krzyż Srebrny Orderu Virtuti Militari nr 7370 (17 maja 1922)[13][14][15]
- Krzyż Komandorski Orderu Odrodzenia Polski (27 listopada 1929)[16]
- Krzyż Niepodległości (12 maja 1931)[17]
- Krzyż Walecznych (czterokrotnie: trzykrotnie 30 grudnia 1922[18], po raz czwarty za obronę Warszawy w 1939[19] )
- Złoty Krzyż Zasługi (dwukrotnie: 15 marca 1939[20], 22 lipca 1949[21])
- Medal Waleczności (trzykrotnie za służbę w Legionach (Austro-Węgry))[19]
- Krzyż Wielki z Gwiazdą Orderu Zasługi od Zakonu Kawalerów Maltańskich za działalność na rzecz ich szpitala w 1939[19]

## Upamiętnienie
- W 2003 imię Juliana Kulskiego nadano ulicy w dzielnicy Mokotów[22].
- 4 lipca 2017 na fasadzie pałacu Jabłonowskich w Warszawie odsłonięto tablicę upamiętniającą Juliana Kulskiego[23].
- 19 sierpnia 2018 roku pośmiertnie uhonorowany przez Fundację From the Depths odznaczeniem im. Edwarda Mosberga za ratowanie Żydów podczas okupacji. Razem z nim odznaczono jego żonę Eugenię Helenę z Soleckich Kulską i jej siostrę Zofię Zembrzuską[24].
- Pomnik Prezydentów Wielkiej Warszawy (Stefana Starzyńskiego i Juliana Kulskiego) odsłonięty w 2021 w pobliżu Zamku Królewskiego[25].